# Kinderszenen

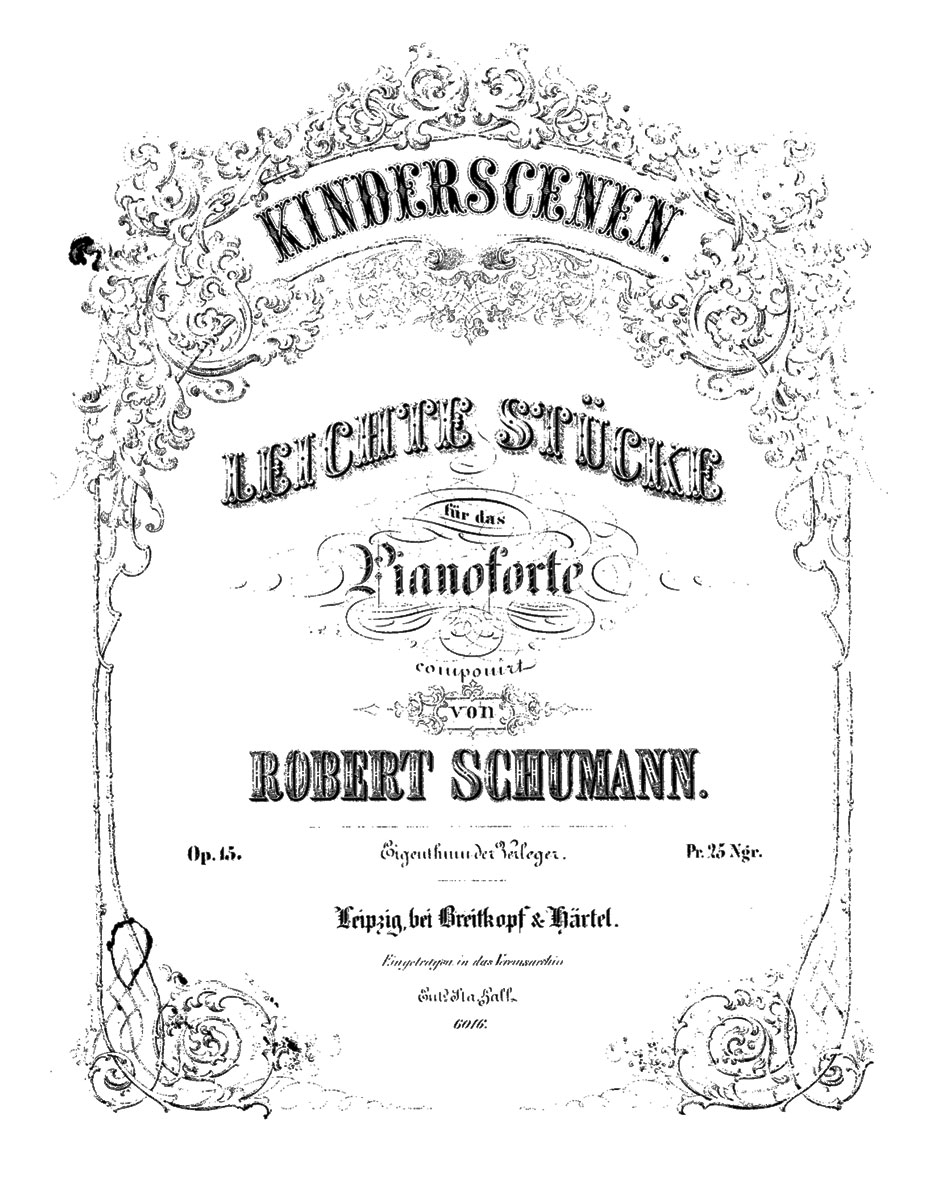
Capa da partitura dos Kinderszenen de Schumann, pelos editores Breitkopf & Härtel de Leipzig.

Kinderszenen, Opus 15, que em português se deixa traduzir por Cenas da Infância ou Cenas Infantis, é um conjunto de treze andamentos para piano solo, compostos em 1838 pelo compositor do romantismo alemão Robert Schumann.
Numa carta à sua futura mulher, Clara Josephine Wieck, Schumann diz que tinha composto uma nova obra como se fosse o eco de uma resposta que ela, Clara, lhe escrevera uma vez, dizendo-lhe que por vezes se lhe dirigia como se ele fosse uma criança. O compositor procurava exprimir as reminiscências que um adulto tem da infância. Schumann tinha escrito originalmente trinta andamentos para os Kinderszenen, dos quais escolheu, como diz na carta a Clara, cerca de doze andamentos para a versão final. Os andamentos rejeitados foram publicados mais tarde nos Bunte Bläter, Opus 99, e Albumblätter, Opus 124.

## Andamentos
Interpretações de Donald Betts
| 01. Von fremden Ländern und Menschen · 00. De Povos e Terras Distantes | Sol maior           |
| 02. Kuriose Geschichte · 00. Uma História Curiosa                      | Ré maior            |
| 03. Hasche-Mann · 00. Cabra-cega                                       | Si menor            |
| 04. Bittendes Kind · 00. Criança Suplicante                            | Ré maior            |
| 05. Glückes genug · 00. Completamente Feliz                            | Ré maior            |
| 06. Wichtige Begebenheit · 00. Grande Acontecimento                    | Lá maior            |
| 07. Träumerei · 00. A Sonhar                                           | Fá maior            |
| 08. Am Kamin · 00. À Lareira                                           | Fá maior            |
| 09. Ritter vom Steckenpferd · 00. Cavaleiro do Cavalo de Pau           | Dó maior            |
| 10. Fast zu ernst · 00. Quase Demasiado Sério                          | Sol sustenido menor |
| 11. Fürchtenmachen · 00. Assustador                                    | Mi menor            |
| 12. Kind im Einschlummern · 00. Criança a Adormecer                    | Mi menor            |
| 13. Der Dichter spricht · 00. O Poeta Fala                             | Sol maior           |

## Träumereino cinema
O andamento Träumerei é uma das peças mais conhecidas de Schumann, e como tal foi objecto de muitas versões e sujeita a diversas interpretações. Foi também o título de um filme biográfico alemão de 1944 sobre Schumann. Träumerei é ainda o tema amoroso de Robert e Clara Schumann no filme americano de 1947, Song of Love, com Katharine Hepburn no papel de Clara.